# 希利亞德維爾 (佛羅里達州)
希利亞德維爾（英語：Hilliardville）是位於美國佛羅里達州沃庫拉縣的一個非建制地區。該地的面積和人口皆未知。

## 地理
希利亞德維爾的座標為30°17′00″N 84°24′00″W / 30.28333°N 84.40000°W，而該地的平均海拔高度為18米（即59英尺）。